# 長谷川裕一ひとりスーパーロボット大戦 大外伝
『長谷川裕一ひとりスーパーロボット大戦 大外伝』（はせがわゆういちひとりスーパーロボットたいせん だいがいでん）は、漫画家長谷川裕一の同人漫画作品。2000年から2002年にかけてのコミックマーケットにおいて、全3巻で発表された。後に2010年に再版されている。
便宜上、本項では「本作」と言った場合は『大外伝』を、「原作」と言った場合はそれぞれのキャラクターの初出である漫画作品を指すものとする。

## 概要
スーパーロボット大戦の名前どおり、作者がそれまでに発表した作品の登場人物および登場メカが一堂に会し戦うオリジナルストーリーが展開される。『機動戦士クロスボーン・ガンダム』『超獣機神ダンクーガBURN』など、作者が原著作権を保有しない作品もあるため、商業出版ではなく同人での発表となった。そのため通常は作者の著作リストに数えられないが、「長谷川裕一作品」としては公式に準ずるものとして扱われ、本作で初めて公表された設定も存在する。

## ストーリー
2000年某日、共通の知人である金子良雄の誕生日を祝うために、百地王太ら『轟世剣ダイ・ソード』の元クラスメート一同と、現クラスメートである西郷大樹をはじめとした『クロノアイズ』メンバーが一堂に会した。そこへ、轟音と共に空中から巨大な剣……“神の武器”ダイ･ソードが落ちてきた。驚きつつも再会を喜ぶ王太と、ダイ･ソードを時間犯罪者と勘違いして駆けつけた大樹たちの前に、新たな2機の巨大ロボットが出現する。それは、次元移動の果てに「時間移動」という新たな可能性を発見し、その手段を求めてクロノアイズに目をつけた「神」の戦士たちの挑戦であった。

## 参戦作品
本作に参戦するキャラクターおよびマシンを、元の作品別に解説する。本作の設定では『クロノアイズ』『轟世剣ダイ・ソード』『鋼鉄の狩人』が同一世界での物語で、それ以外がパラレルワールドからの参戦ということになっている。

### 機動戦士クロスボーン・ガンダム
宇宙世紀0130年代、地球侵攻を目論む木星帝国に立ち向かった宇宙海賊、クロスボーン･バンガードの物語。「神」に捕獲され、その手駒として異世界の戦場に投入される。原作本編から3年後（本作以降に発表された続編『鋼鉄の7人』よりは前、『スカルハート』の『最終兵士』よりは後）という設定である。

#### キャラクター
トビア・アロナクス
宇宙海賊クロスボーン・バンガードの実質的リーダー。恋人のベルナデット・ブリエットを人質に取られ、やむをえず「神」の戦士として参戦している。対戦相手であるダイ・ソードが魔力で動いていることを後から知り、「リアルじゃないもの」と戦わされていたことに衝撃を受ける。
ベルナデット・ブリエット
クロスボーン･バンガードのメンバーでトビアの恋人。「神」に捕らえられ、トビアたちを従わせるための人質にされる。
ウモン・サモン
クロスボーン･バンガードの元パイロット。自称ニュータイプの老兵。本作ではメカニックに転向し、トビアの要望を先読みしてクロスボーン・ガンダムX1を換装しておくというベテランぶりを発揮した。
右足がいかにも海賊めいた義足になっているが、時系列的に本作以降の話である『スカルハート』や『鋼鉄の7人』では義足を使っている描写はない。

#### マシン
クロスボーン･ガンダム・フルアーマー
作中時点でトビアの乗機となっているクロスボーン･ガンダムX1に、ウモンたちメカニックが寄せ集めたパーツを追加した機体。武装の詳細は上記リンクを参照。
本来は、武器を使い切ったパーツから順に切り離し、本体であるガンダムを損耗させることなく敵中枢に到達することを狙った武装であったが、本作中では直前までの戦いで損傷し断線した本体を、アーマー部の回路をバイパスに使うことで補うという逆の使い方をしている。
作者はこのX1フルアーマーを登場させるか、原作設定のされていないクロスボーン･ガンダムX4を登場させるか考えたが、作者自身がフルアーマー好きという事で、X1フルアーマーを登場させたと、同誌の機体解説で語っている。

### クロノアイズ
歴史改ざんを目論む時間犯罪者と戦う時間監視機構「クロノアイズ」の活躍を描いた物語。その時間移動技術を狙った「神」の攻撃を受ける。本作刊行時には唯一連載中の作品であったため、時間軸的には本編の中間、第6話前後の挿話という設定である。

#### キャラクター
西郷大樹（さいごう たいき）
20世紀末～21世紀初頭において、時空犯罪結社ハデスサイズと戦っている「アイズ」。初戦において敗れた際、中破した機体から一人放り出されてしまうが、そのおかげで捕虜にならずに逃れ、再起を狙う。
ペル14（フォーティーン）
空間潜航機ペルセディアの頭脳たるビメイダー（人造人間）。その体にインプットされている航時プログラムを狙った「神」の捕獲対象とされてしまう。
アナ・ホーキンズ
クレオ
日暮退屈丸（ひぐらし たいくつまる）
エルザ
大樹と同じチームに属する「アイズ」。本作品では初戦で敗れたペルセディアもろとも捕虜になってしまうため活躍シーンは少ない。
パペッティア
ハデスサイズに所属するビメイダー。本来はクロノアイズの敵であるが、「神」の世界支配を望まないという点でクロノアイズと利害が一致し、ペルセディアに自分の装備を貸与する。

#### マシン
ペルセディア・シンデレラ・アーマー
大樹たちの乗機であるペルセディアに、パペッティアから貸与された「シンデレラ・アーマー」を装備させた機体。ガラスのような半透明のアーマーはエネルギー結晶体で出来ており、ビーム兵器も物理攻撃も時空の歪みを利用して全て逸らしてしまう。防御力は高いが、結晶体は12時間で結合が解けてしまうという時限式の使い捨て武装である。本作中では他に、ダイ・ソードの魔力に時粒子を注ぎ込み、攻撃を強化するという戦い方も披露している。

### 轟世剣ダイ・ソード
校舎ごと異世界へ転移してしまった日本の中学校「九江州（くえす）中学」の生徒たちが、自我を持つ「神の武器」ダイ･ソードと共に、日本へ帰還する方法を求めて旅をした物語。「神」の陰謀を察知して、それを阻止するため参戦する。本編から3年後という設定。

#### キャラクター
百地王太（ももち おうた）
元九江州中生徒にして、ダイ・ソードの契約者。「初めに立ちし者」の陰謀を察してこちらの世界へ出現したダイ・ソードと再会し、再び共に戦うことになる。
千導今夜（せんどう こよい）
元九江州中生徒会長。現在は大学の医学部に通っている。最近自動車免許を取得したが、運転の腕前については周囲の誰からも信用されていない。王太とは交際継続中。
金子良雄（かねこ よしお）
元九江州中生徒。「クロノアイズ」にも同名・同じ外見のキャラクターが高校生として登場しているが、本作によって両者が同一人物であることが決定された。本作中では、九江州中の仲間として今夜たちと行動することが多いためこちらに記載した。
二葉春夏（ふたば はるか）
元九江州中生徒。原作本編ではいち早く魔法を習得し、魔法使いとして活躍していた。現在でも魔法は覚えており、敵に捕らわれた王太の居場所を探知するなどの働きを見せる。
十勝力（とかち ちから）
元九江州中生徒。現在は塗装業者として働いている。二葉に気があるらしいが、恋愛対象として意識されていない様子。

#### マシン
ダイ・ソード・インティグラル
異世界「泡の中央界」に存在した「神の武器」の一機。自我を持ち自立して動くこともできるが、人間の意志による操縦も受け付ける。本項では便宜上「マシン」に分類している。
本作中では魔力（マナ）の少ないこちらの世界で苦戦するものの、最終決戦時には「神」が生命力を吸収するために出現させた未来の密林から魔力を大量に補給し、老朽化した外皮を吹き飛ばして銀色の地肌を露出させた「インティグラル（完全体）」となって戦った。なお、同様の形態は原作本編中でも披露している。
本作中では自身による戦闘の他、飛竜型になってクロスボーン・ガンダムを乗せたり、大剣型になって自身をダンクーガやペルセディアに振るわせるなど、変形マシンとしての性能を遺憾なく発揮した。

### 鋼鉄の狩人
現代文明が崩壊し、巨大化した樹木上に人間の生活圏が点在する未来世界「メガロネスト」を舞台とする物語。「神」の時間移動実験に巻き込まれて現代に出現する。本編から3年後という設定。原作では20世紀末から700年後という設定だったが、本作では7000年後、「クロノアイズ」作中で行われた「時間移民」後の世界であるとの設定擦り合わせがなされた。

#### キャラクター
アイアン・キッド
20世紀末にコールドスリープカプセルに入り、メガロネストの時代に蘇生した少年。ある事件をきっかけに「鋼鉄の狩人」ゼロイン・アービックの機体を獲得し、自ら「鋼鉄の狩人」の名を継いで戦っている。「神」の居城へ近づくべくメガロネストに入った大樹と出会い、クロノアイズの救出を仕事として請け負う。
ヨナ
キッドのパートナーを務める少女。キッドを蘇生させたロングバリバア博士の家で働いていた奴隷で、蘇生したキッドを世話した縁で彼に同行している。

#### マシン
ゼロイン・アービック宇宙戦用
アイアン･キッドが乗機とする、メガロネスト出身のサイバス・クローラー（擬似生体有脚機）。人間の筋電力を利用して操作される。本来は人工知能を備えた自立型マシンであったが、過去の戦闘で電子頭脳を損傷し、自我消失の前にキッドへ己の機体と、自らの二つ名「鋼鉄の狩人」を譲り与えた。
本作品中に登場するマシンの中では最小の機体であるが、樹上世界で鍛えたバランス感覚を生かし、遠心力や慣性の力を最大限に発揮する戦い方によって戦果を上げる。最終戦においては、リプミラ号から与えられた大型異星人用バーニア･パックと耐圧スプレーで急造した「宇宙戦仕様」で出撃するものの、未経験の無重力状態ではうまく戦えなかった。しかし、金属フレームの機体をリプミラ号の断線した伝導チューブに繋ぎ、捨て身で主砲の発射を支えることで勝利に貢献する。

### 超獣機神ダンクーガBURN
21世紀初頭に“敵（フォア）”と称される異星人連合体の侵略を受けた地球を舞台とする物語。「神」に捕獲され、その手駒として異世界の戦場に投入される。原作本編から1年後という設定。

#### キャラクター
風間翔児（かざま しょうじ）
獣戦機隊BURNリーダー。他のメンバーを「神」に捕獲され、「神」の戦士として参戦する。己を厳しく律し、必要ならば仲間の姿そっくりのアンドロイドも容赦なく撃つことができるが、一方で感謝の言葉を述べようとして「ありがとう」のひと言がどうしても言えずどもりまくるという一面ものぞかせる。
炎条寺ユーリ（えんじょうじ -）
深森静香（ふかもり しずか）
富士野二葉（ふじの ふたば）
獣戦機隊BURNメンバーで獣戦機パイロット。本編中では「神」に捕獲された状態で登場するため活躍シーンは少ない。

#### マシン
ダンクーガBURN・ガンドール
原作本編中で活躍したダンクーガBURNに、遅ればせながら完成した新型、ドラゴン型獣戦機「ガンドール」を支援メカとして合体させた機体。これによって、飛行能力と武器の追加が実現している。ガンドール自体は地球人類が完成させた2個目の重力子フィールド発生装置を搭載しており、また搭載人工知能には数種の動物データを複合させたものが使われている。
元となる機体デザインは原作連載時に大河広行によって行われ、原典である『超獣機神ダンクーガ』に登場する戦艦にちなんでガンドールと命名することまで決まっていたが、完成したデザインが大きすぎたことや本編ストーリーの都合などからお蔵入りとなっていた。本作で登場したのはそれを長谷川自身がアレンジしたもの。

### マップス
20世紀末の銀河を舞台に、伝説の勇者に祭り上げられた少年と、全銀河に渡る陰謀を目論む「伝承族」との戦いを描いた物語。「神」に奪われた仲間を巡って参戦する。本編ストーリー的には、本編の最終決戦終了後から最終回の間、ということになる。

#### キャラクター
十鬼島ゲン（ときしま -）
宇宙船リプミラ号の船長。かつて勇者ダイナックとして伝承族と戦った地球出身の男。彼の発言により、『マップス』の銀河と、『クロノアイズ』『ダイ･ソード』の世界がそれぞれ異なる並行世界であることが確認されている。
リプミラ・グァイス
宇宙船リプミラ号の頭脳体であるビメイダー（人造人間）。「神」の居城を強襲するため突入し、自らをマーカーとして「船体」を誘導した。
ネムローネ
本作オリジナルキャラクター。『マップス外伝　五千万光年の風』においてその存在を示唆されていた「バイゴウンダイバー（過去へ潜るもの）」たるビメイダー。過去にしか時間移動できず、その跳び幅も発動時期も不定という性能ではあるが、その存在が「神」に時間移動の可能性を知らしめ、本作品の事件のきっかけとなった。後に出版された『マップス　ネクストシート』で再登場している。

#### マシン
リプミラ号
リプミラ・グァイスを頭脳体とするリープ・タイプ宇宙船。本来は輸送艦であるが、宇宙海賊としての活動を含めた長期の遍歴によって、全力を出せば惑星の破壊が可能なほどの戦闘能力を得ている。本作中では他のマシンに対する母艦として機能し、大気圏外活動能力の無いゼロインに宇宙戦用装備を貸与するなどのサポートを行った。また、ディビニダドによる核ミサイルの一斉射撃をことごとく防ぐなど戦闘でも申し分なく活躍している。

## 「神」の軍勢
本作において悪役となる「神」とその軍勢について解説する。

### 初めに立ちし者
『轟世剣ダイ・ソード』の神（黒幕）として登場した存在。厳密には原作本編に登場したのと同種の別個体である。原作では「異世界の生命を吸収することができない」という弱点を持っていたが、本作ではその弱点を克服するため、多数の異世界から生贄を集めて実験を行っていた。
なお、次元移動はこの種族の固有能力というわけではなく、原作の世界における魔法による技法のひとつにすぎない（ただし使用するためには大量のマナと複雑な魔法が必要となるため、誰でも使えるわけではない）。

### ヴァルハリアン
『超獣機神ダンクーガBURN』の黒幕として登場した存在。やはり原作本編に登場したものとは同種の別個体である。宇宙各所の文明に苛烈な攻撃を仕掛け、その中から抵抗勢力として生まれた兵器をコレクションすることを好む。本作中で「神」の手駒として複製されたモビルスーツ群は彼の手によるものである。

### 合体神
宇宙空間で行われた最終戦闘において、2柱の「神」が合体した姿。次元移動能力を有しており、コンマ数秒単位で次元を移動しながら戦うことで相手の攻撃を無効化する。しかしトビアのニュータイプ能力によって、攻撃のためこちらの次元に実体化する瞬間を看破された。

### その他
ディビニダド
バタラ
ノーティラス
『クロスボーン・ガンダム』の世界に存在した木星帝国の兵器。厳密には「神」の手に落ちたクロスボーン･バンガードの人間の記憶中に合ったそれを「神」が再現したもの。材質や出力は、オリジナルよりも増強されている。
バイオロイド
『ダンクーガBURN』に登場した人型機械。普段は人間社会に紛れ込むため完全な人間型だが、戦闘時には口が大きく裂け、手足が伸びて昆虫のような形を取る。本作中では、クロスボーン･バンガードやBURNから取り上げた人質と入れ替わりに、人質そっくりのバイオロイドが送り込まれて監視役となっている。「神」によればこのバイオロイドは人質と感覚を共有しているため、人間たちはこれを攻撃できずにいる。